# South West Delhi (distrikt)
South West Delhi er et distrikt i det indiske nationale hovedstadsterritorium Delhi.

## Demografi
Ved folketællingen i 2011 var der 2,292,363 indbyggere i distriktet, mod 1,755,041 i 2001. Den urbane befolkningen udgør 93,71 % af befolkningen.
Børn i alderen 0 til 6 år udgjorde 11,46 % ved folketællingen i 2011 motd 14,27 % i 2001. Antallet af piger i den alder per tusinde drenge er 836 i 2011 mod 846 i 2001.